# Libomyšl
Libomyšl är en ort i Tjeckien.   Den ligger i regionen Mellersta Böhmen, i den centrala delen av landet, 40 km sydväst om huvudstaden Prag. Libomyšl ligger 289 meter över havet och antalet invånare är 473.
Terrängen runt Libomyšl är kuperad söderut, men norrut är den platt. Libomyšl ligger nere i en dal. Runt Libomyšl är det ganska glesbefolkat, med 42 invånare per kvadratkilometer. Närmaste större samhälle är Beroun, 11,4 km nordost om Libomyšl. Trakten runt Libomyšl består till största delen av jordbruksmark.